# Rede União
A Rede União é uma rede de televisão aberta brasileira sediada em Fortaleza, capital do estado do Ceará, com filiais em Brasília, no Distrito Federal, e Rio Branco, no Acre.

## História
Em 1988 o empresário José Alberto Bardawil, nascido em Fortaleza, no Ceará, adquiriu uma licença para transmissão de televisão em sinal aberto em Rio Branco, no Acre, inaugurando em agosto a TV União, que afiliou-se à Rede Bandeirantes. Até 1990 haviam sido instaladas repetidoras em outros sete municípios acrianos.
Por volta de outubro de 1997 Bardawil lançou a Rede Brasiliense de Comunicação, em Brasília, no Distrito Federal, que contava com programação dedicada a noticiários e videoclipes de shows. Naquele período ele planejava formar uma rede nacional com presença em outros estados obtendo outorgas através de sociedades com artistas, como o cantor Fábio Jr., em São Paulo. Em Fortaleza, onde seu sócio foi o também cantor Raimundo Fagner, recebeu no fim de 1997 uma concessão em Fortaleza, disputada com outros quatro grupos de comunicação, entre os quais o Sistema Verdes Mares.
Assim, em novembro de 2000 a TV União deixou de retransmitir a programação da Band no Acre e tornou-se independente, e em 2001 inaugurou oficialmente sua filial em Fortaleza, alçada à matriz da Rede União. Após dois anos transmitindo apenas videoclipes, a estação da capital cearense começou em 2003 a realizar investimentos em uma grade para o público jovem com atrações voltadas à cultura artística e ao jornalismo. Àquela altura a RBC havia sido renomeada para TV União, porém esteve afiliada a redes como a TV Cultura e, entre 2003 e 2005, a RedeTV!; depois disso passou a destinar todos os espaços nacionais à Rede União.
Por volta do início de 2005 o sinal da Rede União passou a ser transmitido pelo satélite NSS-806, com cobertura para todo o continente americano e parte da Europa, o que possibilitou sua expansão a outros locais do Brasil por repetidoras, tendo chegado primeiramente a Jundiaí, no interior do estado de São Paulo, e depois a Natal, através da afiliada TV União de Natal, via cabo. Em dois anos estava presente em São Paulo, Rio de Janeiro e Belo Horizonte com repetidoras em sinal aberto. A partir de 2007 a retransmissão em outras partes do país pela Rede Brasil de Televisão permitiu à Rede União entrar no ar em capitais como São Luís, Palmas, Goiânia e Porto Alegre, além de fazê-la ganhar novos canais em cidades onde já estava e se expandir pelos estados.
Em fevereiro de 2009, após a codificação do sinal via satélite da TV Diário para todo o Brasil, restringindo-se ao território cearense, a Rede União tornou-se a única geradora do estado com transmissão pelo país, o que ocasionou o ganho de uma afiliada, a Oeste TV, de Carapicuíba, em São Paulo, anteriormente da TV Diário. Em 2013 seu sinal foi transferido para o satélite SES-6, substituto do NSS-806, que teve sua posição alterada.
Após sua cobertura chegar a alcançar 250 municípios brasileiros, ao longo da segunda metade dos anos 2010 a Rede União perdeu diversas repetidoras pelo país e deixou de ter seu sinal transmitido via satélite, ficando restrita às filiais de Fortaleza, Brasília e Rio Branco e à TV União de Natal.